# ريكي هندرسون
ريكي نيلسون هينلي هندرسون (25 ديسمبر 1958 - 20 ديسمبر 2024) لاعب بيسبول أمريكي محترف في مركز اليسار عرف بـ "رجل السرقة"، لعب 25 موسمًا في دوري البيسبول الرئيسي لتسعة فرق من عام 1979 إلى عام 2003، بما في ذلك أربع فترات منفصلة مع فريقه الأصلي، أوكلاند أثليتكس. يُنظر إليه على نطاق واسع على أنه أعظم ضارب وعداء في لعبة البيسبول. يحمل أرقامًا قياسية في دوري البيسبول الرئيسي في مسيرته في القواعد المسروقة والأشواط والمشي غير المقصود والضربات المنزلية. في وقت آخر مباراة له في الدوري الرئيسي في عام 2003، احتل نجم الدوري الأمريكي (AL) 10 مرات مرتبة بين أفضل 100 ضارب على الإطلاق وكان قائدها على الإطلاق في المشي. في عام 2009، تم إدخاله إلى قاعة مشاهير البيسبول في عامه الأول من الأهلية.